# Museo del Esquí
El Museo del Esquí se sitúa en la plaza mayor de Cercedilla (Comunidad de Madrid, España) en el Parque nacional de la Sierra de Guadarrama. Este espacio cultural deportivo se construyó para homenajear a Francisco Fernández Ochoa, el primer esquiador alpino español de la misma localidad que ganó la medalla de oro con 22 años en las Olimpiadas de invierno de Sapporo el 13 de febrero de 1972. El proyecto fue concebido en 2009 y abrió al público el 1 de junio de 2014.
Fue la Comunidad de Madrid y el Consejo Superior de Deportes representado por Alberto López Viejo y el secretario de Estado para el Deporte, Jaime Lissavetzky quienes compraron el edificio de cien años de antigüedad tras el funeral en 2006 de la misma persona, fallecida por cáncer. A este acontecimiento también acudieron el alcalde de Cercedilla, Eugenio Romero, y el grupo de los 29 campeones de Europa de Esquí ("Pepe" Arias entre ellos) que contaron con el apoyo del pueblo, donde recordaron su sonrisa y le consideraron un modelo a seguir.
En este lugar se exponen de manera permanente todas aquellas piezas relacionadas con el esquiador y el deporte de alta montaña. En la primera y segunda planta de esta edificación se muestran materiales relacionados con el deporte de alta montaña acompañados por recursos audiovisuales que informan sobre el contexto en el que dicho deporte se desarrolla y en la tercera planta aquello que acompañó a Ochoa durante su trayectoria. Su hermana y deportista Blanca Fernández Ochoa, consiguió la medalla de bronce en los Juegos Olímpicos de Albertville de 1992, también tiene un lugar en el Museo.

## Otros monumentos
Cerca de aquí nos encontramos con la estatua realizada por el escultor y pintor Rafael Muyor. En el pedestal de mármol que sostiene la figura del campeón en el momento de recibir el trofeo, figuran los nombres de los otros 29 campeones de esquí nacidos allí. Además del Mirador de los Poetas, concurrido en su tiempo por la Generación del 27, pues ya en 1915 se practicaba el esquí en la zona.
El consejero madrileño de Cultura y Deportes anunció en su momento que el Gobierno regional pondría también el nombre de Francisco Fernández Ochoa a una residencia que el Instituto Madrileño del Deporte, el Esparcimiento y la Recreación (IMDER) tiene en Navacerrada.